# Grimari
Grimari ist eine Stadt in der Präfektur Ouaka im südlichen Zentrum der Zentralafrikanischen Republik. Die Bevölkerungszahl von Grimari wird für das Jahr 2012 mit 12.680 Einwohnern angegeben. Grimari ist die Hauptstadt der gleichnamigen Unterpräfektur.

## Lage und Verkehr
Grimari liegt auf einer Höhe von etwa 425 m an der Route Nationale 2, die von der Hauptstadt Bangui im Westen bis nach Bambouti an der Grenze zum Südsudan im äußersten Osten des Landes führt. Bangui liegt etwa 300 Straßenkilometer südwestlich, Bambari, die Hauptstadt der Präfektur Ouaka, liegt 70 Kilometer weiter östlich. Die Route Régionale 13 beginnt in Grimari und führt in Richtung Süden nach Kouango am Ubangi, dem Grenzfluss zur Demokratischen Republik Kongo. Jedoch sind die Straßen in schlechtem Zustand, außerdem ist das Reisen über Land aufgrund der Sicherheitssituation oft gefährlich.

## Institutionen
Die katholische Gemeinde von Grimari „Notre-Dame de Liesse de Grimari“ wurde 1947 gegründet, sie gehört zum Bistum Bambari. Das Krankenhaus von Grimari hat Abteilungen für Operationen, Frauenheilkunde und Notfälle sowie eine Apotheke. Jedoch fehlen sowohl qualifiziertes Personal als auch Material fast vollständig, sodass das Krankenhaus nur minimal zur Gesundheitsversorgung der Bevölkerung beitragen kann.

## Bürgerkrieg
Am 13. April 2014 kam es in Grimari zu Kampfhandlungen zwischen Bewaffneten der muslimischen Rebellengruppe Séléka, die zu diesem Zeitpunkt die Kontrolle über die Stadt hatten, und der christlichen Rebellengruppe Anti-Balaka, die die Stellungen der Séléka an griffen. Der Großteil der Zivilbevölkerung floh in den Busch bzw. in die völlig überfüllte katholische Missionsstation. Die Anti-Balaka übernahm die Kontrolle über die Stadt; mindestens 22 Menschen, vor allem Zivilisten, starben. In den folgenden Tagen erreichten französische Soldaten der Opération Sangaris Grimari mit der Aufgabe, Gewalt zu verhindern.
Eine Woche später, am 20. April, griffen Anti-Balaka-Mitglieder ein vorwiegend muslimisches Stadtviertel an und töteten Zivilisten. Als sie bemerkten, dass sich französische Soldaten näherten, schossen sie auf diese. Im folgenden Schusswechsel starben 5 Personen, davon mindestens 3 Anti-Balaka-Kämpfer und möglicherweise 2 Zivilisten.
Ende August 2016 verhinderte die Anti-Balaka mit Straßenblockaden die Durchfahrt eines Konvois der MINUSCA, in dem auch ehemalige Kämpfer einer muslimischen Rebellengruppe befördert wurden. Am gleichen Tag und wenige Tage später wurden MINUSCA-Patrouillen von der Anti-Balaka beschossen.
Am 15. März 2020 griffen Anti-Balaka-Einheiten in der Grimari stationierte UN-Friedenstruppen an; ein burundischer Soldat starb.
Am 2. August 2020 griffen Anti-Balaka-Einheiten Grimari an und blockierten die Überlandstraßen. Noch am selben Tag konnten sie von rasch eingetroffenen Regierungssoldaten vertrieben werden.
Im Zuge der Präsidentschaftswahl in der Zentralafrikanischen Republik 2020/21 kam es landesweit zu Angriffen von Rebellengruppen auf Städte in der Zentralafrikanischen Republik, weil der ehemalige Präsident François Bozizé nicht erneut zur Wahl zugelassen worden war. Die Unité pour la paix en Centrafrique (UPC) brachte die Stadt am 20. Dezember 2020 unter ihre Kontrolle. Die Soldaten hatten ihnen die Stadt kampflos überlassen und waren vor ihnen nach Westen geflohen, die Polizisten in die MINUSCA-Basis. Im Januar 2021 feuerten bewaffnete Gruppen Raketen auf die MINUSCA-Basis, in der burundische Soldaten stationiert waren. Anfang Februar 2021 konnte Grimari wieder unter die Kontrolle der Regierung gebracht werden.

## Persönlichkeiten
- Abel Goumba (1926–2009), zentralafrikanischer Politiker